# 노암초등학교
노암초등학교(魯巖初等學校)는 대한민국 강원특별자치도 강릉시에 있는 공립 초등학교이다.

## 학교 연혁
- 1979.03.15 노암국민학교 개교(20학급)
- 1979.06.28 야구부 창단
- 1980.02.20 제1회 졸업식(남 100명, 여 87명, 계 187명)
- 1980.10.04 병설유치원 개원(1학급)
- 1990.04.20 신축 교사 이전
- 1996.03.01 노암초등학교로 교명 변경
- 2015.02.13 제36회 졸업(총8,004명)
- 2015.03.01 제12대 박증구 교장 부임

## 학교 위치
- 1979년 3월 15일 ~ 1990년 4월 19일 : 노암등길 37-1 (노암동 / 現 노암도서관)
- 1990년 4월 20일 ~ (현재) : 노암등길 71 (노암동 / 舊 강릉고등학교)

## 참고 자료
- 노암초등학교 - 한국교육학술정보원 학교알리미